# Adolf af Slesvig-Holsten-Gottorp (1600-1631)
|  | For Adolf af Slesvig-Holsten-Gottorp (1526-1586), se Adolf af Slesvig-Holsten-Gottorp |
Adolf af Slesvig-Holsten-Gottorp (15. september 1600 – 19. september 1631) var den anden søn af Hertug Johan Adolf af Slesvig-Holsten-Gottorp og Augusta af Danmark.
I 1621 blev han valgt som koadjutor til Fyrstbispedømmet Lübeck. Under Trediveårskrigen i 1623 gik han i kejserlig tjeneste under kommando af Tilly og Wallenstein mod de protestantiske stater og kong Christian 4. Broderen, den gottorpske hertug Frederik 3., så sig derfor nødtvunget til at inddrage hans apanage. Som modtræk forsøgte Adolf at vinde de kongelige dele af Holsten og Norge for sig, hvad Freden i Lübeck i 1623 dog satte en stopper for.
Fra 1621 kæmpede han i Polen under Tilly, denne gang mod Gustav 2. Adolf af Sverige. I slaget ved Breitenfeld (1631) blev Adolf hårdt såret, og han døde to dage senere, den 19. september 1631 i Eilenburg. Liget blev fragtet til Slesvig og bisat i Slesvig Domkirke.